# دزموند دیویس
دزموند دیویس (انگلیسی: Desmond Davis؛ ۲۹ مه ۱۹۲۶) کارگردان اهل انگلستان است. از فیلم‌های او می‌توان به من این‌جا شاد بودم، برنده صدف زرین اشاره کرد.